# Austrophasiopsis formosensis
Austrophasiopsis formosensis là một loài ruồi trong họ Tachinidae.